# Blazno resno popolni
Blazno resno popolni je mladinski roman iz zbirke Blazno resno slovenske pisateljice Dese Muck. V njem avtorica predstavi osnovna pravila bontona skozi zgodbo o nezemljanu Feliksu. 

## Vsebina
Zgodba se začne v sobi dveh navihanih otrok Zale in Martina, ki sta brat in sestra družine Godnič. Sredi igre se na njunem oknu pojavi Feliks, ki je bil zaradi okvare svojega vesoljskega vozila primoran zasilno pristati. Feliks prihaja s sedmega planeta sosednjega osončja. Na njegovem planetu so vsi prebivalci že kot otroci poučeni o vseh pravilih lepega obnašanja saj so v njihovem telesu žleze, ki izločajo snov, ki vzpodbuja lepo vedenje. Feliks pa zagotovo ni pristal pri Godičevih po čistem naključju, saj sta Zala in Martin ena izmed tistih otrok, ki potrebujeta lekcijo lepega vedenja. 
Feliks je primoran za krajši čas ostati pri Godničevih. Že navsezgodaj zjutraj Feliks pridno vstane, se umije od glave do pet in že takrat se Zali in Martinu zazdi, da z njim nekaj ni v redu. Skupaj se odpravijo v šolo in že na poti do tja se znajdejo v mnogih situacijah, v katerih Feliks odreagira nadvse prijazno in v skladu z bontonom, Zala in Martin pa se obnašata kot tri leta stari otroci: kako se obnašati v primeru ko potrebuješ hišnika, kako se vljudno pogovarjamo po telefonu, zakaj so kletvice neprimerne, kako se obnašamo v dvigalu, zakaj je pomembno, da sprejemamo tudi drugačne od sebe, kako se obnašamo ko prečkamo cesto, pomagamo starejšim in onemoglim. 
Ko prispejo v šolo, vsi začudeno strmijo v Feliksa, češ kako nenavaden je. Eden izmed otrok pa kmalu ugotovi, da je prejšnji dan zvečer tudi pri njih pristal nezemljanček, ki je skoraj identičen Feliksu. Feliks takoj ugotovi, da je to njegov brat Meliks. Junaki se odpravijo iskat izgubljenega brata, toda brez uspeha. Ob tem knjiga mlade bralce pouči, da zamujanje ni lepa vrlina, da je vedno pametno govoriti resnico in kako lahko človek za katerega smo mislili, da nam ni pri srcu, postane prav prijetna oseba. Potem pa nekega dne, ko junaki sedijo v šoli, skozi okno zagledajo leteči krožnik, ki ga pilotira prav Meliks in pristane kar na stolpu Ljubljanskega gradu. Tako se Feliks, Zala in Martin zopet odpravijo na lov za izgubljenim Meliksom. Na poti tja se naučijo, kako se je potrebno obnašati na avtobusni postaji ter na avtobusu samem. 
Ko prispejo na grad takoj zagledajo Meliksovo vozilo. Toda stvari se zapletejo, ko ugotovijo, da se ravno na ta dan na gradu odvijajo poroke in to ne kakršnekoli, temveč poroka sorodnikov Zale in Martina. Tako se kar naenkrat znajdejo na poročnem obredu. Sledi poduk o tem, kako se primerno obnašati na poroki in svečani večerji ali kosilu. In ker v večini od teh primerov Zala in Martin ne odreagirata v skladu z bontonom, pride do zapleta. Otroka se odločita protestirati, češ zakaj so samo otroci leglo slabega obnašanje in zakaj so odrasli tako popolni!? Tako je pisateljica primorana opisati tudi slabe navade in lastnosti odraslih. Medtem pa se konča tudi poroka in čas je, da se družina Godnič s Feliksom odpravi domov. Kmalu pa spoznajo, da še vedno niso našli Meliksa. Zato se njihov pohod nadaljuje. Pregledajo vse ulice, kina, gledališča ... Vmes se podučijo o tem, kako nevarne so temačne ulice in kako se obnašati v kinu. Potem pa Feliksa prešine. Spomni se namreč, da Meliks obožuje opero in da je najevrjetneje prav tam. In spet sledijo mnoga pravila obnašanja v operi. Ko vsi končno prispejo v opero, se zgodi nepredvidljivo. Meliks nenadoma poruši celotno sceno, se obeša po zavesah, draži igralce in nato skrivnostno izgine ter za seboj pusti pravo zmešnjavo. Knjiga zopet postreže s pravili obnašanja do starejših ljudi, o okoljski blaznosti, izsiljevanju ... Tako nekako pa se stvari tudi končajo. Feliks se vrne domov, Zala in Martin sta otroka, ki se znata obnašati, Meliks pa divja po svetu in obiskuje razne opere ter jih tudi skrbno uničuje. Feliks junaka tudi občasno obišče, skupaj hodijo na taborjenje in spet sledi kup pravil obnašanja v kampu.  

## Ponatis
Knjiga je prvič izšla leta 1995, drugič pa leta 2010 v prenovljeni izdaji: pisateljica je pregledala in posodobila besedilo, povsem nove ilustracije pa je v stripovski maniri prispeval ilustrator Matej de Cecco (prej Igor Ribič).

## Podatki o knjigi
- Fizični opis: 181 str., ilustr., 19 cm
- Ilustriral: Matej de Cecco
- Založba Mladinska knjiga, Ljubljana, 1995 / 2010 (2., prenovljeni natis)